# Juanito Quintana
Juan Quintana Urra, hostelero y empresario taurino navarro (España). Pamplona 1891 / Pamplona 1974.

## Vida en Pamplona
Fue el mayor de los tres hijos de Ignacio Quintana Barreneche y de Saturnina Urra Vizcar, después nacieron Alberto, en 1893, y Mercedes, en 1902. Su padre trabajó de cartero y, posteriormente, abrió el Hotel Quintana en el número 18 de la Plaza del Castillo de Pamplona. A su muerte en 1915, en un accidente del automóvil que conducía, le sucedió como director su hijo Juan, ayudado por su madre y sus hermanos. En el hotel se alojaban habitualmente los toreros que acudían a Pamplona y muchos aficionados a la tauromaquia. Juanito Quintana era un gran aficionado a los toros y actuó como empresario organizando espectáculos taurinos en la plaza de toros de Pamplona, fuera de la feria de San Fermín que tradicionalmente ha sido organizada por la Casa de Misericordia de Pamplona. Hizo amistad con buena parte de las figuras del toreo. Entre 1926 y 1930 fue presidente del Club Taurino de Pamplona (este club desapareció en 1930, el actual fue fundado en 1948).
Quintana contrajo matrimonio con Juana Mantecón Iturri, natural de Garaioa (17/12/1911-8/2/1999, hija de Juan Manuel Mantecón Gómez, de Cabuérniga, Cantabria, y de Francisca Iturri Salvatore, de Garaioa), que había trabajado como camarera en su hotel, y tuvieron un hijo, Juan.

## Guerra civil y II Guerra Mundial
Durante la II República Española Quintana fue destacado simpatizante republicano y con frecuencia su hotel albergó actos políticos. En julio de 1936, al inicio de la Guerra Civil Española, estaba fuera de Pamplona, con su mujer había acudido a Mont-de-Marsan a presenciar sus corridas de toros, lo que le salvó de ser víctima de la represión ejercida contra los republicanos. Su hotel fue requisado por las nuevas autoridades y no lo pudo recuperar nunca. Se estableció durante algunos años en Francia, en particular en Toulouse. Lo mismo tuvo que hacer su hermano Alberto, que regentaba un balneario en Betelu. En 1942 pudieron regresar a España y se establecieron en San Sebastián. Durante la II Guerra Mundial Alberto Quintana formó parte de la red “Comète”, que recogía a los aviadores aliados derribados durante sus incursiones contra Alemania y los evacuaba hacia Gibraltar tras atravesar la frontera vasco-navarra. Con ese motivo fue detenido y encarcelado entre 1944 y 1945; posteriormente se estableció en Biarritz.
En enero de 1974 Juanito Quintana, muy enfermo, se dirigió a la Casa de Misericordia de Pamplona solicitando ser admitido para pasar sus últimos días en ella. Ingresó en su enfermería el 15 de enero de 1974 y falleció trece días después.

## Amistad con Ernest Hemingway
Juanito Quintana es conocido sobre todo por su amistad con el escritor Ernest Hemingway. En 1924, estando este en Madrid, el crítico taurino Rafael Hernández le recomendó que al acudir a las fiestas de San Fermín en Pamplona se alojara en el Hotel Quintana, donde disfrutaría del mejor ambiente taurino y donde podría aprender mucho sobre tauromaquia de su director. Así lo hizo, y ambos entablaron una estrecha amistad a la que solo puso fin la muerte del escritor. Hemingway se alojó en el Hotel Quintana en sus visitas a Pamplona en los años 1924, 1925, 1926, 1927, 1929 y 1931 y allí conoció a toreros como Cayetano Ordóñez, el Niño de la Palma, al que retrataría en su novela Fiesta de 1926. En esta obra Quintana aparece encarnado en el personaje de Juanito Montoya, propietario del Hotel Montoya. En los años cincuenta, tras una larga ausencia de España, Hemingway regresó y reanudaron su relación. Ya no podía alojarse en el desaparecido Hotel Quintana, pero Juanito Quintana se ocupó de buscarle alojamiento en sus visitas a Pamplona en 1953 y 1959, y le acompañó en sus viajes por diversas ciudades unidos por su afición a los toros. En particular, Quintana actuó como una especie de ayudante de Hemingway en la larga temporada taurina de 1959 en la que Hemingway siguió a Antonio Ordóñez y Luis Miguel Dominguín y que inspiró su reportaje El verano sangriento. Hemingway se refiere a él en Muerte en la tarde: "Quintana, el 
mejor aficionado y el más leal amigo de España, que tenía un hermoso hotel, con todas las habitaciones ocupadas".